# Garsa de mar americana
La garsa de mar americana (Haematopus palliatus) és una espècie d'ocell de la família dels hematopòdids (Haematopodidae) que habita costes americanes, des de Baixa Califòrnia, cap al sud a la llarga de la costa del Pacífic fins al centre de Xile, illes Galápagos, i per la costa Atlàntica des de Massachusetts, cap al sud fins a Nicaragua, les Antilles i Bahames i des del sud-est del Brasil fins al sud de l'Argentina.